# Вереха, Пётр Николаевич
Пётр Николаевич Вереха (27 февраля 1838 — 3 июля 1917) — русский учёный-лесовод, библиограф литературы по лесоводству, заслуженный профессор Санкт-Петербургского лесного института. Действительный статский советник.

## Биография
Родился 27 февраля (11 марта) 1838 года дворянской семье Черниговской губернии. Первоначальное образование получил в Новгород-северской гимназии. В 1857 году окончил офицерский класс Петербургского лесного и межевого института и был направлен для изучения лесов в Новгородскую губернию. В 1861 году назначен преподавателем лесной технологии и лесных законов в Лисинскую егерскую школу. С 1862 года в течение двух лет находился в заграничной командировке. В 1864—1867 годах занимался устройством майоратных лесов в Гомельской губернии, в имении, ранее принадлежавшем графу И. Ф. Паскевичу. Здесь, в частности, была исследована степень вреда, причиняемого деревьям сдиркой берёсты. В 1867 г. назначен начальником отделения лесного департамента и членом специального лесного комитета. В 1878 году избран профессором лесной таксации в Лесном институте, позднее получил звание заслуженного профессора. В 1871—1879 годах — председатель Санкт-Петербургского лесного общества.
П. Н. Вереха был редактором журналов «Ежегодник…» и «Известия Санкт-Петербургского лесного института».

## Печатные работы
П. Н. Вереха около 40 лет занимался систематизацией лесоводственной литературы, в результате создал ряд систематических указателей книг, журналов и статей по лесоводству и лесному хозяйству, изданных на русском языке в XVIII—XIX ст. Результаты исследований лесов и другие статьи публиковались в журналах «Сельское хозяйство и лесоводство» и «Лесной журнал». Также П. Н. Вереха является автором ряда статей в «Полной энциклопедии русского сельского хозяйства», изданной в 1900—1909 годах.
- Лесохозяйственный статистический атлас Европейской России / в соавторстве с Матерно А. Н. — СПб., 1878. (в 1879 году издан на французском языке)
- Систематический указатель отдельных книг по лесоводству, изданных на русском языке // Ежегодник лесного института. — СПб., 1876—1888.
- Лесоводство в журнале «Сельское хозяйство и лесоводство» (1841—1890 г.г.). — СПб., 1891.
- Систематический указатель Лесного журнала, издаваемого С.-Петербургским лесным обществом, за 20 лет, 1871—1890 г.г. — СПб., 1892.
- Опыт лесоводственного терминологического словаря. — СПб., 1898.
- Систематический указатель лесоводственных статей Лесного журнала (1833—1851 г.г.), Газеты лесоводства и охоты (1855—1859 г.г.), Записок комитета лесоводства (1857—1859 г.г.), Известий Петровской земледельческой и лесной академии (1878—1889 г.г.), Известий Петровской с.-х. академии (1890—1893 г.г.) и Записок Ново-Александрийского института сельского хозяйства и лесоводства (т. I—X). — СПб., 1899. (приложение к «Известиям СПб. лесного института» № 3)
- Русская лесоводственная библиография XVIII и XIX столетий. — СПб., 1900. (приложение к «Известиям СПб. лесного института» № 5)
- Вереха П.Н., Орлов М. М. Исторический очерк развития С.-Петербургского лесного института (1803—1903) / под. ред. Э. Э. Керна. — СПб.: Государственная типография, 1903. — [14], 194, 157 с.
- Полная энциклопедия русского сельского хозяйства и соприкасающихся с ним наук: В одиннадцати томах. — СПб.: издание А. Ф. Девриена, 1900—1909. (статьи Берёза карельская, Берека, Боярышник, Гледичия, Крушина, Можжевельник, Мох болотный, Падуб, Плющ, Саксаул)